# レクザム
株式会社レクザムは、大阪市中央区に本社を置くエレクトロニクス・電子機器、精密機器、スキー用品・スノーボード製造会社。
2010年1月に隆祥産業株式会社（りゅうしょうさんぎょう）より社名変更。
本業のエレクトロニクス・スキー、スノボ開発製造だけでなく、子会社である香川ブルワリーが地ビールの開発と製造も行っている。

## 主要事業
下記製品群の開発・設計・製造・販売を行う。
- エレクトロニクス応用製品、自動車部品、精密機械加工品
- スキー・スノーボードブーツ - このブランド「REXXAM」が現社名となった。
- 地ビール

## 事業所
- 本社
- 香川工場・香川営業所
  - 香川県高松市香南町池内
- 愛南工場
  - 愛媛県南宇和郡愛南町
2005年3月に閉鎖された松下寿電子工業（当時。現:PHC）一本松事業所を2008年に買い取った。
- 東京営業所
- 名古屋営業所
- 綾川工場
  - 香川県綾歌郡綾川町
- 綾歌工場
  - 香川県綾歌郡綾川町
2014年9月に閉鎖されたパナソニック ライティングデバイス香川製造部（旧パナソニック ライティング香川）を買い取った。

## 香川ブルワリー
香川県高松市香川町寺井に所在する地ビール生産部門。独立した法人ではない。「さぬきビール」ブランドの地ビールの開発と製造を行う。ドイツのビールをモデルしている。

### 商品
- 父帰ル
- 空海
- ケルシュ
- スーパーアルト

## CM
メイン工場のある香川県では「地球掃除機」などのコマーシャルメッセージが放送され、社名を変更した後も継続してスポンサーとして参加している。隆祥産業時代のCMには香川県交通の観光バスが映っているが、同社は1995年に四国旅客鉄道（JR四国）に観光バス事業を売却しているため、社名変更まで少なくとも14年間使い回されていたことがわかる。

## スポンサー
- 痛快TV スカッとジャパン（岡山放送）
- THE TIME,（RSK山陽放送）
- 真相報道 バンキシャ!（西日本放送）
- カマタマーレ讃岐（Jリーグのチーム。2018年よりユニフォーム胸スポンサー。）

### 過去のスポンサー
- OHKフラッシュニュース（岡山放送）
- THE NEWSα Pick（岡山放送）
- あさチャン!（山陽放送）
- 嗚呼!バラ色の珍生!!（西日本放送）

## ネーミングライツ
- 香川県営野球場 - 穴吹工務店に代わる命名権者となり、2010年5月1日よりレクザムスタジアムとなった。
- 香川県県民ホール - 穴吹興産に代わる命名権者となり、2016年4月1日よりレクザムホールとなった。
- 高松市屋島競技場 - リニューアル工事の完了に伴い2017年4月1日より命名権者となり、屋島レクザムフィールドとなった。
- 丸亀市民球場 - 四国コカ・コーラボトリング（2017年限りで統合により解散）に代わる命名権者となり、2018年3月1日よりレクザムボールパーク丸亀となった。
- 宝山湖ボールパーク - 2023年10月オープン。併設のクラブハウスの命名権を取得し、レクザム・カマタマーレ讃岐・クラブハウスとなった。